# Domkyrkan i Graz

Domkyrkan i Graz i Österrike är domkyrka i Graz-Seckaus stift, som motsvarar delstaten Steiermark. Intill domkyrkan står kejsar Ferdinand II:s mausoleum. Från 1786 var kyrkan domkyrka för biskopsdömet Seckau. 

## Arkitektur
Kyrkan omnämns för första gången som St. Ägidius-kyrkan år 1174 i ett gåvobrev. Under kejsar Fredrik III byggdes kyrkan om i sengotisk stil. Kejsaren, som ofta residerade i Graz, utsåg den till hovkyrka. En ytterligare tillbyggnad skedde 1554 efter ritningar av renässansarkitekten Domenico dell’Allio. 
Ärkehertig Karl II överlämnade kyrkan till jesuiterna som utformade kyrkans inre i barockstil. Kyrkans yttre är ganska enkelt, men under medeltiden var fasaderna målade. En gotisk fresk från 1400-talet finns kvar på kyrkans södra sida. Bilden skildrar dåtidens tre landsplågor - pest, gräshoppssvärmar och osmanska soldater - och är den äldsta avbildningen av staden Graz. 
Kyrkans inre präglas av gotisk arkitektur och inventarier i barockstil. Altaret och predikstolen är särskilt praktfulla. Dyrbarast är de två relikskrinen på båda sidor av altarrummet.

## Galleri

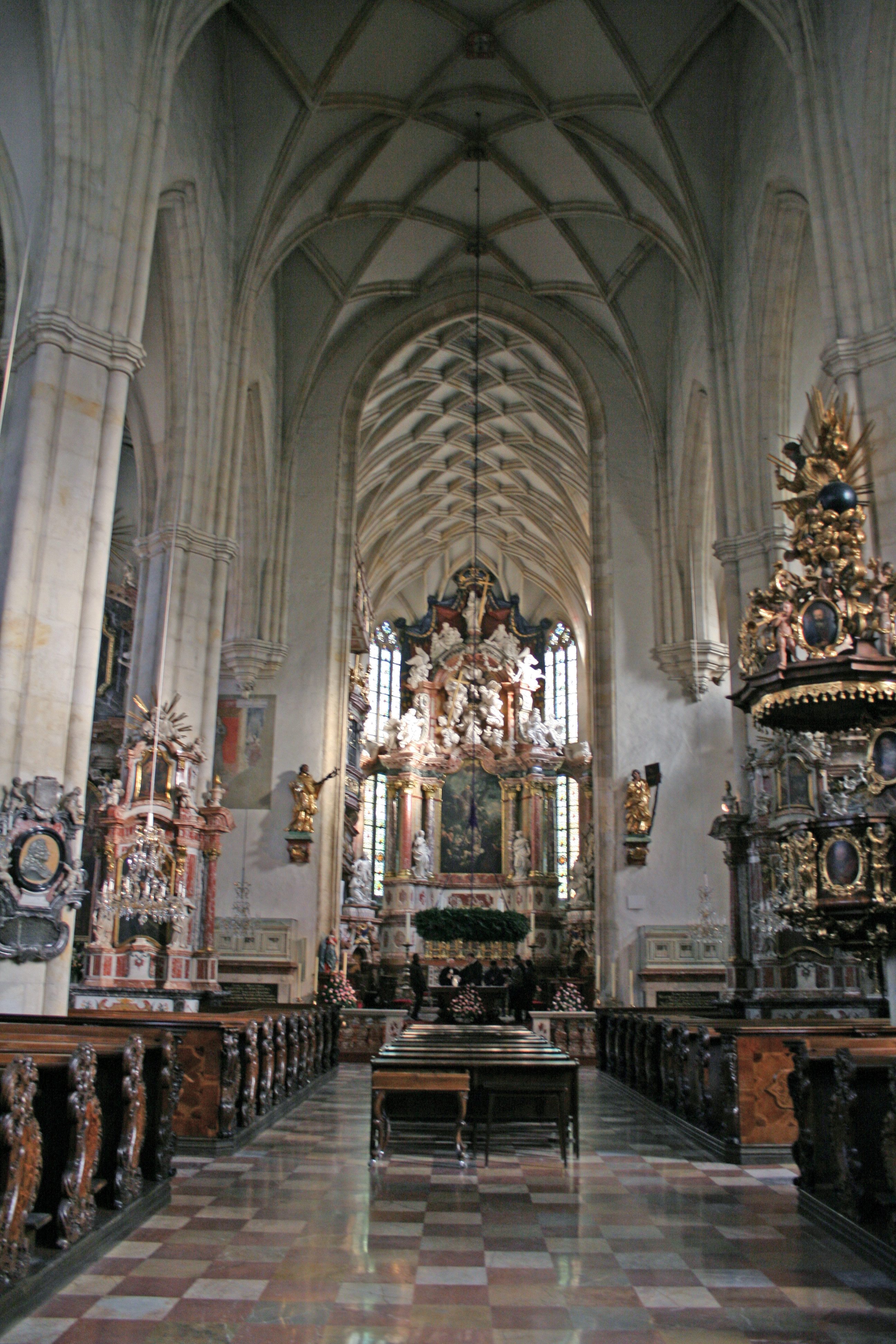
Kyrkorum
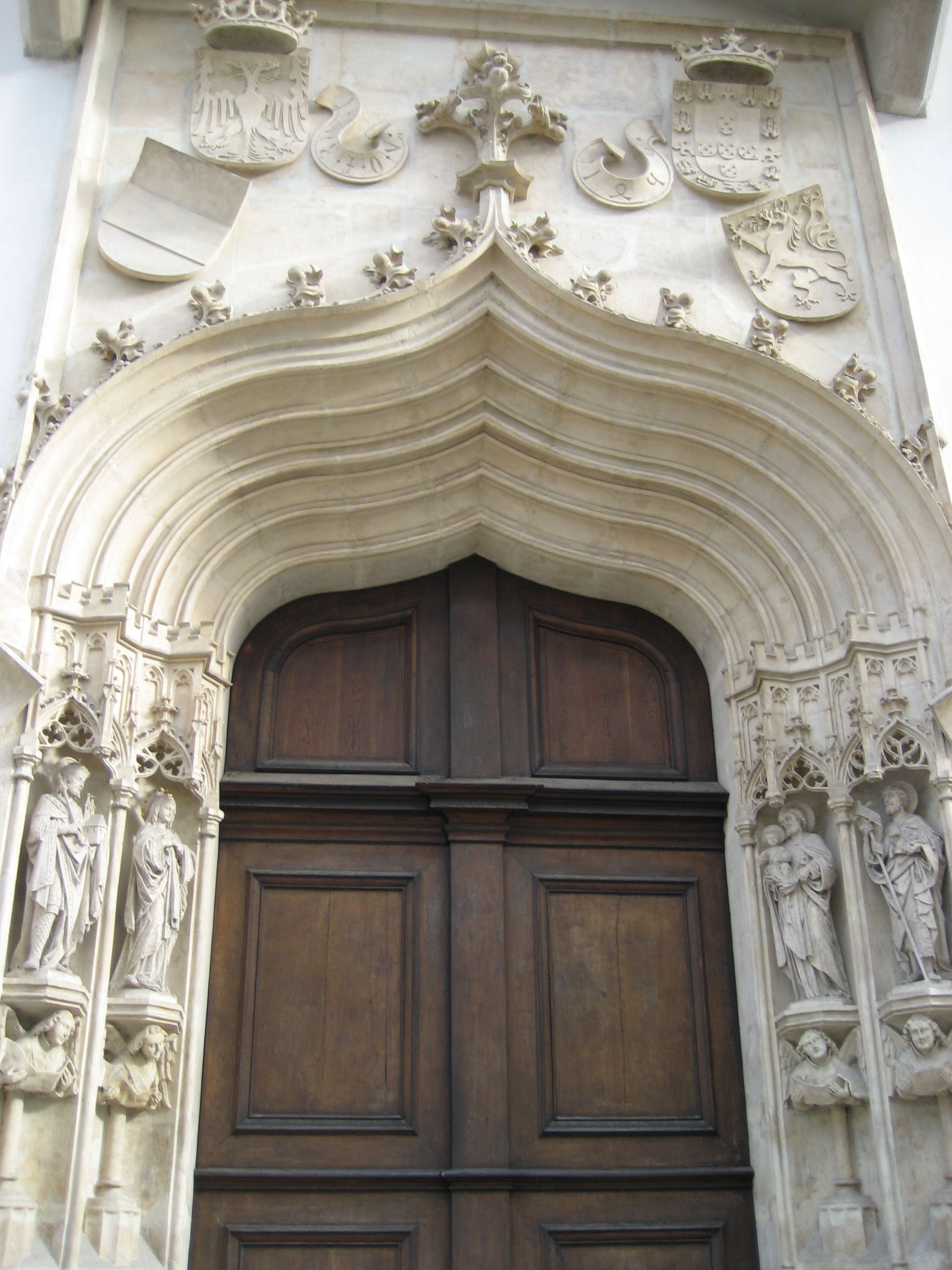
Västra porten
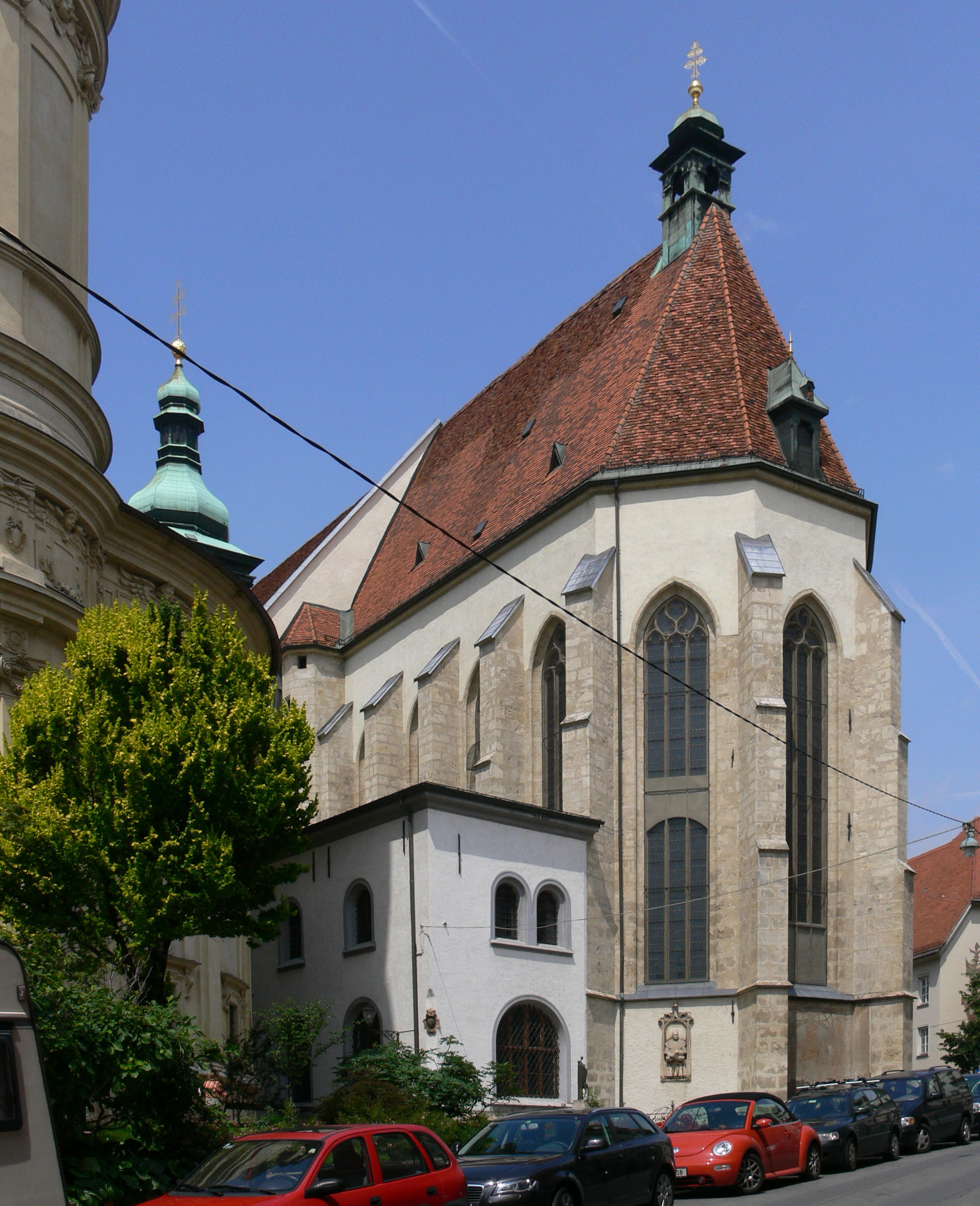
Korets utsida